# Szeka
Szeka az első, legalább névről ismert alsó-egyiptomi uralkodó, aki az országegyesítés előtti időkben volt hatalmon. Neve a palermói kő révén vált ismertté, övé a legfelső, sérült sorban szereplő, még kivehető nevek között a nyolcadik királynév. Uralkodási ideje ismeretlen. Valószínűsíthető, hogy i. e. 3000 körül uralkodott. Alsó-Egyiptom történelme a korszak írásos emlékeinek hiánya miatt nem ismert. A régészeti leletek alapján a székhely Pe és Dep (Butó, ma Tell el-Faraín) lehetett.
A palermói kő felsorolása minden bizonnyal hosszabb volt, de a sérülései miatt csak a Szeka, Nesemiu, Tiu, Tjes, Niheben, Anedzs és Meh nevek olvashatók ki. A szokatlan írásmódon látszik, hogy a felirat készültekor, az óbirodalom idején, e nevek már régiesnek, ódonnak számítottak.